# Broadwell (Oxfordshire)
Pour les articles homonymes, voir Broadwell.
Broadwell est une paroisse civile et un village de l'Oxfordshire, en Angleterre.